# 5028 Halaesus
5028 Halaesus eller 1988 BY1 är en trojansk asteroid i Jupiters lagrangepunkt L4. Den upptäcktes 23 januari 1988 av den amerikanska astronomen Carolyn S. Shoemaker vid Palomar-observatoriet. Den är uppkallad efter Halaesus i den grekiska mytologin.
Asteroiden har en diameter på ungefär 50 kilometer.